# Merdigera obscura
Merdigera obscura е вид охлюв от семейство Enidae. Видът не е застрашен от изчезване.

## Разпространение и местообитание
Разпространен е в Австрия, Албания, Андора, Белгия, Босна и Херцеговина, България, Великобритания (Северна Ирландия), Германия, Гърция, Дания, Естония, Ирландия, Испания, Италия (Сардиния и Сицилия), Латвия, Литва, Лихтенщайн, Люксембург, Нидерландия, Норвегия, Полша, Португалия, Северна Македония, Румъния, Русия (Калининград), Словакия, Словения, Сърбия, Украйна, Унгария, Финландия, Франция (Корсика), Хърватия, Черна гора, Чехия, Швейцария и Швеция.
Обитава гористи местности и храсталаци в райони с умерен климат.

## Описание
Популацията на вида е стабилна.